# يوما ما (ألبوم ياني)
يوماً ما، هو ألبوم تجميع للفنان ياني، صدر عام 1999 بعنوان «انسجام».

## قائمة المحتويات
1. "Within Attraction" - 4:09 - ضمن الجاذبية
2. "Enchantment" - 3:52 - سحر
3. "A Word in Private" - 3:46 - كلمة في السر
4. "Before I Go" - 4:32 - قبل أن أذهب
5. "Felitsa" - 4:52 - فيلتسا
6. "Someday" - 4:35 - يوماً ما
7. "The Rain Must Fall" - 4:37 - لا بد أن يسقط المطر